# Pigna (rione)

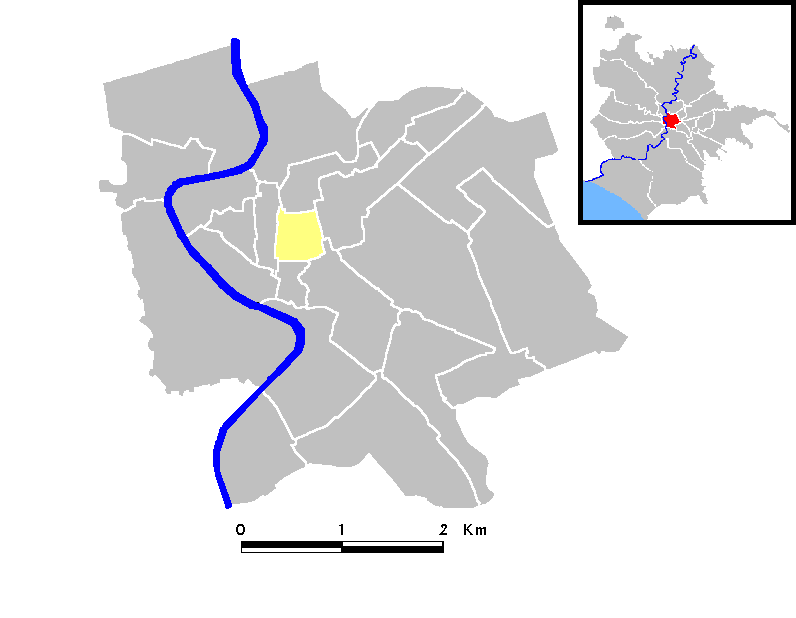
Pigna

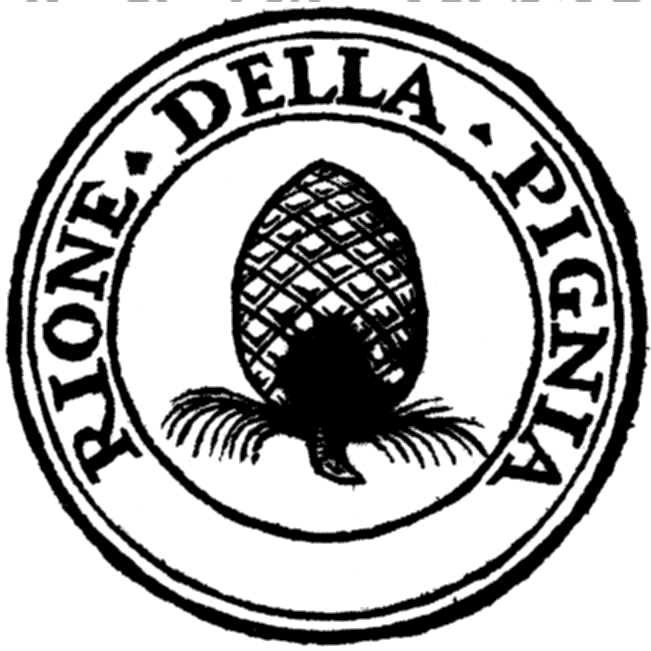
Znak Pigny

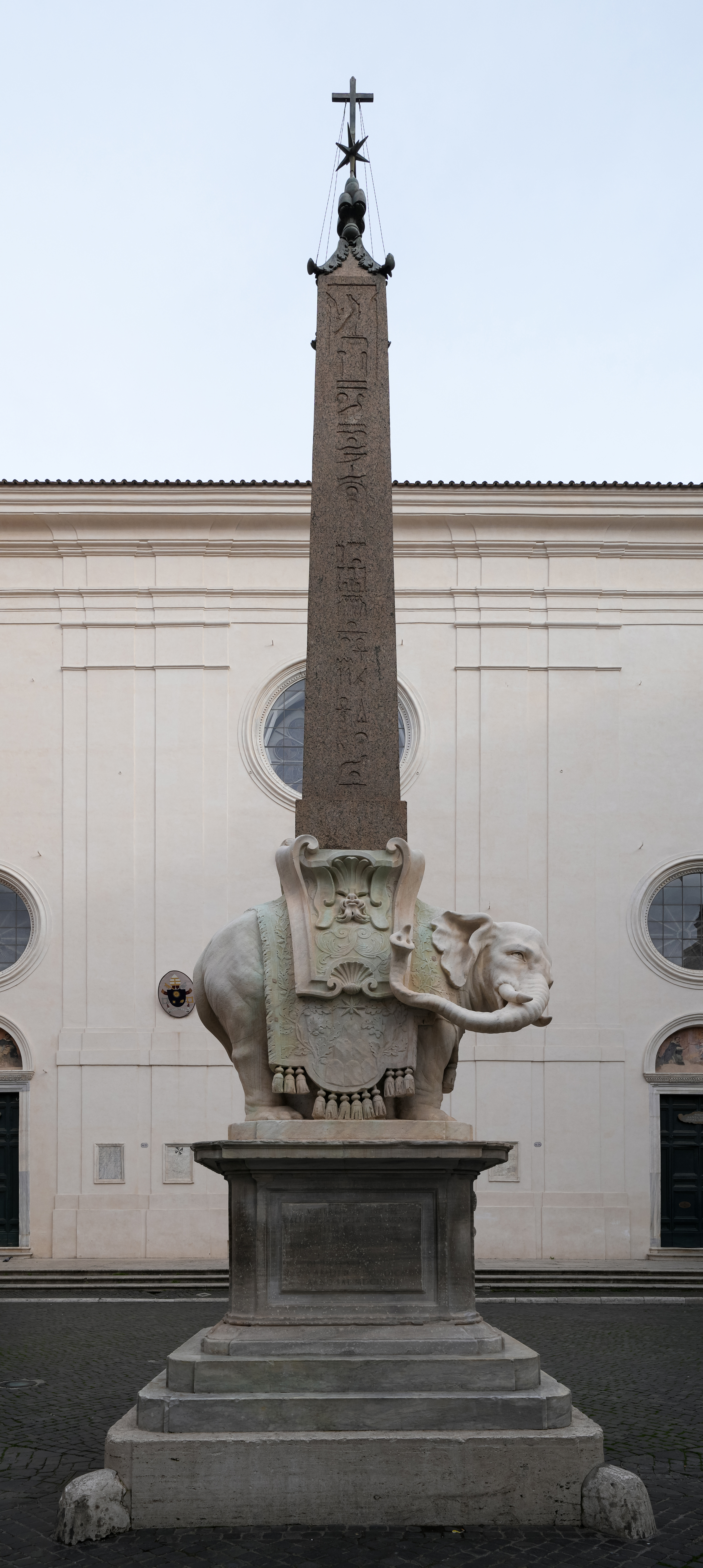
Berniniho Slon s obeliskem

Pigna je IX. římskou městskou částí (rione). Leží v centrální části města mezi Piazza Venezia a Pantheonem.

## Historie
Čtvrť byla pojmenována podle obrovské antické piniové šišky (italsky Pigna), která dle legendy měla kdysi uzavírat kupoli Pantheonu. Ve skutečnosti byla součástí fontány v sousedních Agrippových lázních. V současnosti stojí v Cortile della Pigna ve Vatikánských muzeích.

## Podoba čtvrti
Pigna zabírá čtvercové území v centru Říma. Hranicemi jsou na severu Via del Seminario, na východě Via del Corso, na jihu Via delle Botteghe Oscure a na západě Via di Torre Argentina. V jihovýchodním rohu je Piazza Venezia, v jihozápadním Largo di Torre Argentina a severozápadní roh tvoří Piazza della Rotonda s Pantheonem.
Nejvýznamnější stavby:
- Pantheon
- kostel Il Gesù
- kostel Sant'Ignazio
- kostel San Marco
- gotická bazilika Santa Maria sopra Minerva
- Palazzo Venezia
- Palazzo Doria-Pamphilj
- Palazzo Altieri